# Luigi Ferdinando Tagliavini
Luigi Ferdinando Tagliavini (ur. 7 października 1929 w Bolonii, zm. 11 lipca 2017 tamże) – włoski klawesynista, organista i muzykolog.

## Życiorys
W latach 1947–1952 studiował w konserwatorium w Bolonii oraz w Konserwatorium Paryskim u Marcela Dupré, odbył też studia w zakresie literatury niemieckiej na Uniwersytecie Padewskim, gdzie w 1951 roku uzyskał stopień doktora z muzykologii na podstawie dysertacji Studi sui testi delle cantate sacre J.S. Bach (wyd. Padwa 1956). Od 1952 do 1954 roku był wykładowcą konserwatorium w Bolonii, od 1953 do 1960 roku był też kierownikiem jego biblioteki. Następnie uczył w konserwatoriach w Bolzano (1954–1964) i Parmie (od 1964). Od 1959 roku wykładał historię muzyki na Uniwersytecie Bolońskim, a w latach 1965–2000 również na Uniwersytecie we Fryburgu Bryzgowijskim.
Był redaktorem „Neue Mozart Ausgabe” i „Monumenti Musicali Italiani”. W 1960 roku wraz z Renato Lunelliem założył czasopismo „L’Organo”. Od 1992 roku był członkiem Akademii Muzycznej św. Cecylii w Rzymie, w 1996 roku otrzymał tytuł doktora honoris causa Uniwersytetu w Edynburgu. Zgromadził kolekcję instrumentów historycznych. Uważany był za autorytet w dziedzinie konserwacji zabytkowych organów.